# 1. deild 1980 (Fær Øer)
L'edizione 1980 della 1. deild vide la vittoria finale del TB Tvøroyri.

## Classifica finale
|   | Classifica      | G  | V  | N | P  | GF | GS | Dif | Pt |
| - | --------------- | -- | -- | - | -- | -- | -- | --- | -- |
| 1 | TB Tvøroyri     | 14 | 12 | 1 | 1  | 52 | 10 | 42  | 25 |
| 2 | HB Tórshavn     | 14 | 9  | 2 | 3  | 31 | 19 | 12  | 20 |
| 3 | KÍ Klaksvík     | 14 | 7  | 4 | 4  | 18 | 16 | 2   | 17 |
| 4 | GÍ Gøta         | 14 | 7  | 3 | 4  | 26 | 26 | 0   | 17 |
| 5 | ÍF Fuglafjørður | 14 | 5  | 3 | 6  | 18 | 19 | -1  | 13 |
| 6 | VB Vágur        | 14 | 3  | 3 | 8  | 13 | 20 | -7  | 9  |
| 7 | B36 Tórshavn    | 14 | 2  | 2 | 10 | 12 | 26 | -14 | 6  |
| 8 | MB Miðvágur     | 14 | 2  | 1 | 11 | 10 | 44 | -34 | 5  |

G = Partite giocate; V = Vittorie; N = Nulle/Pareggi; P = Perse; GF = Goal fatti; GS = Goal subiti; DIF = Differenza reti, PT = Punti

### Verdetti
- TB Tvøroyri campione delle Isole Fær Øer 1980
- MB Miðvágur retrocesso in 2. deild